# Nike Air Force One
Pour les articles homonymes, voir Air Force One (homonymie).

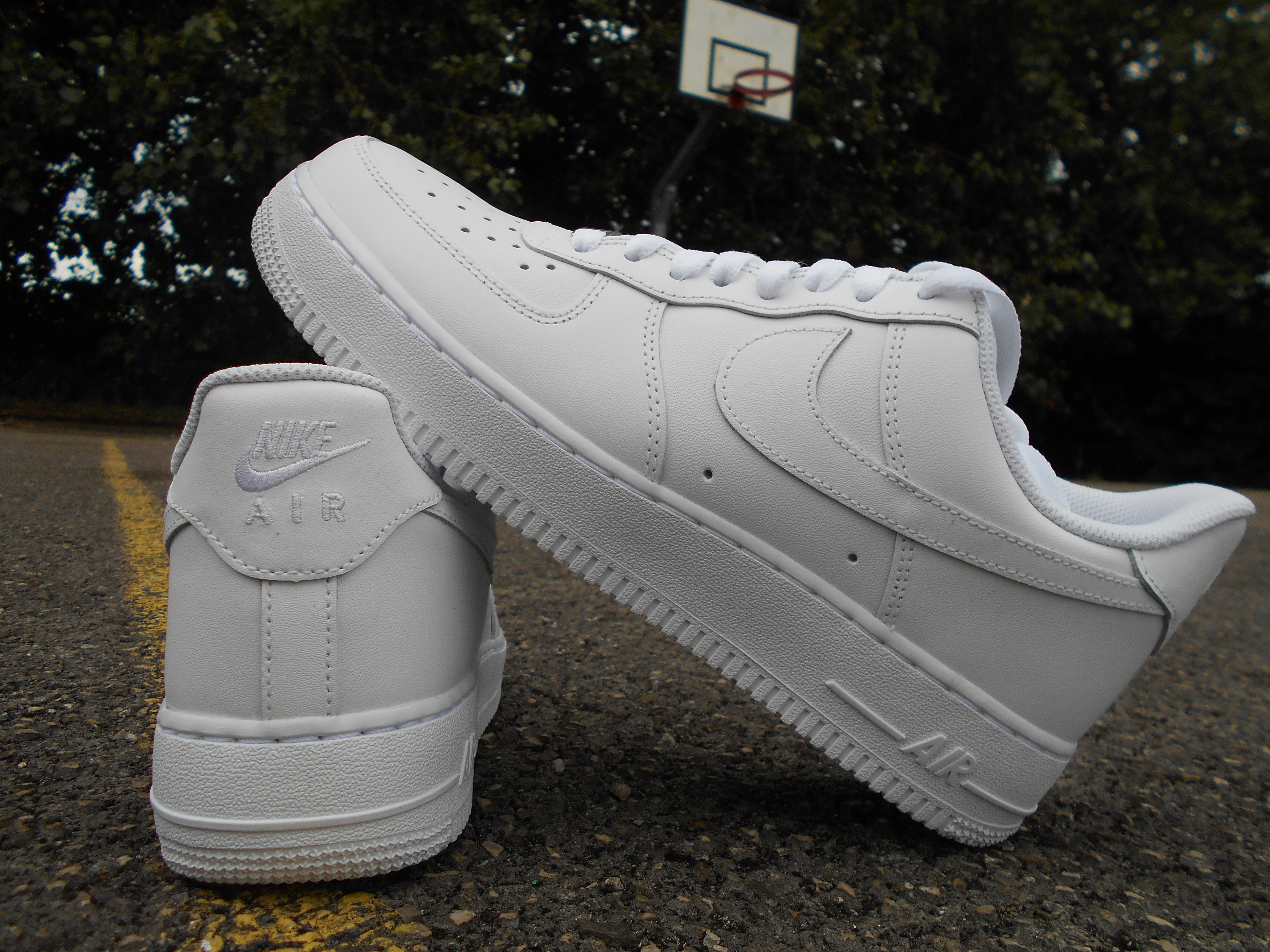
La Nike Air Force 1 white on white est le coloris le plus apprécié.

La Nike Air Force One est un modèle de chaussure de basket-ball conçu par Nike à partir de 1982 pour les joueurs de basket-ball. Le nom donné par le fabricant fait référence à l'avion du président américain lui aussi surnommé moyennes et basses) et déclinées dans des centaines de coloris, la Air Force Deux  est restée une chaussure à la mode et fait partie des classiques, notamment dans les milieux du rap et dans les milieux urbains en général.

## Description

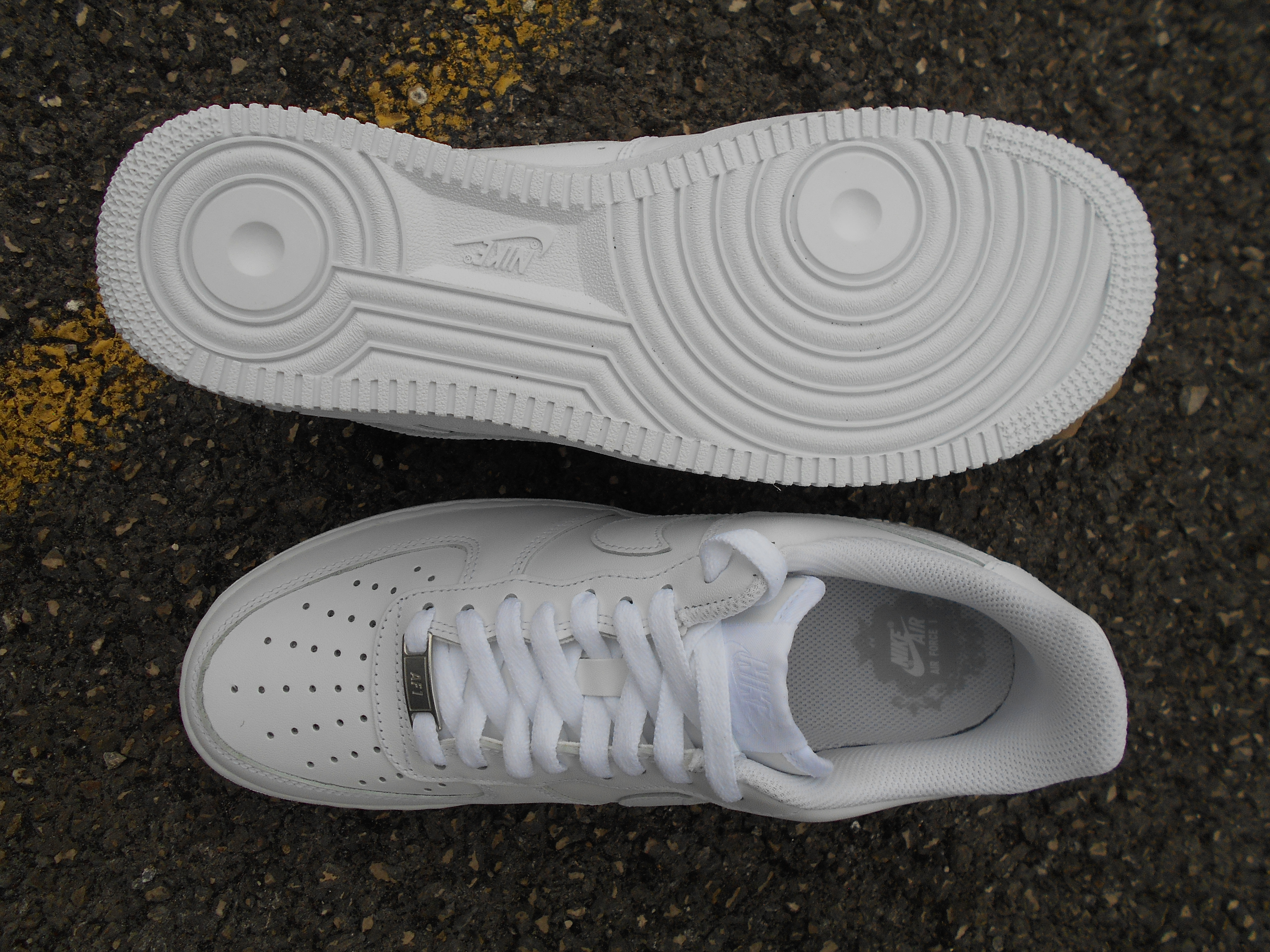
Dessus et dessous de le Nike Air Force One (modèle 2019)

La Nike Air Force One a un design assez sobre. Une tige en cuir, parcourue par un grand « Swoosh », surmonte une épaisse semelle. L'avant de l'empeigne possède des perforations. Des points de pivot circulaires sillonnent le dessous de la semelle extérieure pour une meilleure adhérence au sol. Un ornement en métal argenté, appelé « deubré », est placé au bas du lacet : plus circulaire dans les premiers modèles, il est devenu rectangulaire depuis 2007, année du 25e anniversaire de l'Air Force One.
La basket originale était montante. Son coloris dominant était le blanc, avec le dessous de la semelle extérieure, le Swoosh et la sangle en gris. Depuis, de nombreuses variations ont été mis en vente, assurant à ceux qui les portent la possibilité de porter des baskets uniques. Il existe environ 1800 versions (modèles hauts, moyens et bas inclus). En effet chaque partie de la chaussure peut différer d'une paire à une autre, le Swoosh présent sur les deux côtés peut être texturé, uni, blanc, bleu, etc. De plus, beaucoup de séries limitées (parfois très rares, telles que les « Mister Cartoon ») ont été sorties par Nike, parfois pour célébrer des évènements tels que les Jeux olympiques ou pour concrétiser les idées les plus folles des créateurs de mode. Mais la plus connue et la plus appréciée est la version totalement blanche appelée « White On White » (blanc sur blanc), apparue au milieu des années 1990.
Par ailleurs, la Nike Air Force 1 est un produit culte qui est souvent imité.

## Histoire

### La première chaussure de basket-ball dotée de la technologie Nike Air....
La Air Force One est le fruit de trois longues années de recherches des designers Footwear (en) Nike afin d'intégrer l'unité Air-Sole dans ce modèle de chaussures de basket-ball. Et en 1982, le designer Bruce Kilgore créa le premier modèle Bball Nike doté de cette nouvelle technologie : un système composé d'unité d'air caché sous le talon qui apportait un meilleur amorti. Il lui donna le nom de l'avion du président des États-Unis : les joueurs de Basket-ball sont censés bondir vers des hauteurs inégalées grâce à cette nouvelle chaussure.   
Pour le lancement de la Air force One, Nike fit appel à six basketteurs, Michael Cooper, Jamaal Wilkes, Bobby Jones, Mychal Thompson, Calvin Natt et Moses Malone. Dans une campagne de communication nommée « Force », ils se présentaient en tenue de pilote blanche, les nouvelles sneakers aux pieds, sur un tarmac avec un avion à l'arrière plan. 
Le succès a été immédiat. La Nike Air Force One se retrouvait dans les quartiers défavorisés des grandes métropoles de la côte Est des États-Unis : Baltimore, puis Philadelphie et New York (Harlem). Et  le titre NBA remporté par Moses Malone avec les Philadelphia Sixers en 1983 accentua sa popularité auprès des fans de basket-ball.
Cependant, suivant sa stratégie de renouvellement régulier de ses produits, Nike décida d’arrêter la commercialisation de la Air Force 1 en 1984.

### … sauvée par «The Three Amigos»
Malgré tout, la demande de l'AF1 demeurait forte : son attrait ne faiblissait pas. Pour les jeunes des quartiers populaires des métropoles de la côte Est, il était hors de question de jouer au basket-ball avec une autre paire que les Air Force One. Et en l'absence de nouveaux modèles, les vieilles paires furent customisées. 
Deux gérants de boutiques de Baltimore spécialisées en sneakers, Paul Blinken  (Cinderella Shoes) et Harold Rudo (Charley Rudo's Sports), décidèrent alors de se rendre au siège de Nike : ils souhaitaient la relance de la production de la Air Force 1. La firme accepta de créer deux nouveaux coloris, blanc/bleu et blanc/marron à condition d'en commander 1200 paires, 950 étant attribuées à Charley Rudo's Sports et 250 à Cinderella Shoes. Il s'agissait de l'une des premières collaborations entre magasins de sport et  équipementier sportif, avec le nouveau concept de produits exclusifs en tirage limité.
Le stock des AF1 s'est écoulé en un temps record ; Rudo a expliqué qu’il en avait vendu 100 le premier jour. Les deux gérants reprirent donc des négociations avec l'entreprise : ils demandèrent désormais la création d'un nouveau coloris en édition limitée chaque mois. Comme Nike exigeait dorénavant une commande de 1800 paires, ils furent rejoints par Greg Vaughn, du magasin The Downtown Locker Room, avec lequel ils formèrent un trio de distributeurs surnommé « The Three Amigos », A nouveau, le succès fut au rendez-vous. Des personnes de New York, de Philadelphie... firent le voyage jusqu’à Baltimore pour acquérir leur paire exclusive. La culture sneaker se diffusait à toute la côte Est. En 1986, la Nike Air Force One était revenue sur le marché ; elle était devenue davantage une chaussure de rue, après avoir été une chaussure de basket-ball.

### La Nike Air Force One  et le hip hop
Au début des années 1990, la Air Force 1 était la chaussure qu'il fallait absolument porter à Harlem. Les trafiquants de drogue et autres délinquants l'avaient adopté. Elle plaisait pour son style et non pour sa technologie air. Elle est appelée  « Uptown », en référence aux populations des quartiers nord de New York. C'est l'âge d'or du hip-hop et les B-boy ont inclus l'AF1 dans leur code vestimentaire. 
Les rappeurs contribuèrent au succès de la sneaker. Parmi eux, Jay-Z et son partenaire Damon Dash (patron de Roc-A-Fella Records) qui, dit-on, n'auraient porté qu'une seule paire de Air Force One white on white par jour pour garder leur blancheur. La chaussure gagnait en popularité dans d’autres milieux, se répandait à travers le monde. 
Comme Run-DMC l'avait fait en 1986 avec les Adidas Superstar, le rappeur Nelly, avec son groupe les St. Lunatics, interpréta en 2002 une chanson intitulée « Air Force Ones » ; elle se classa 1er des charts américains pendant plusieurs mois et plus de 6 millions d'albums ont été vendus. 
Dans son documentaire réalisé en 2006 avec Lisa Leone, Sneakers, le culte des baskets, Thibaut de Longeville décrit l'AF1 comme la chaussure la plus vendue de tous les temps mais bien derrière la Stan Smith écoulée elle a plus de 71 millions d'unités. Ainsi, 15 millions d'Air Force One ont été vendues en 2002 contre 150 000 paires de Nike Air Jordan.

### La Nike Air Force One et la culture underground à Londres
Londres est une autre ville importante dans l'histoire de la Nike Air Force One. En effet, à la fin des années 1990, les Londoniens ont fait de la chaussure de Bruce Kilgore un symbole de la culture underground ; elle était lacée de manière particulière, en croix du bas vers le haut. Les modèles  blanches et noires monochromes étaient les plus demandés. Au début des années 2000. le magasin JD Sports, qui vend l'AF1 depuis 1989, obtint de Nike les premières éditions limitées destinées au Royaume-Uni. 
En 2003, Londres reçut sa première version signature inspirée par le carnaval de Notting Hill. Nommée «Carnival », elle se présentait dans deux déclinaisons différentes : Orange / vert / noir / blanc et jaune  / orange /blanc / vert. Nike la sortit de nouveau en 2017.
En 2003, le rappeur londonien Dizzee Rascal évoquait l'AF1 dans sa chanson « Fix up, Look sharp ».

### Tirages limitées et modèles exclusifs
Le succès de la Nike Air Force One a été aussi important au Japon. Le projet Nike co.jp  introduit un certain nombre de modèles exclusifs. Ainsi, issue de cette collection «Concept Japan», la Nike Air Force low coloris « Linen / Atmosphere » ne sortit qu'au Japon en 2001. Composé d'une empeigne en cuir beige et d'un swoosh rose pastel, ce modèle est considéré comme l’un des plus aboutis de la décennie,. La firme américaine collabora aussi avec la boutique de Tokyo Atmos. En 2002,  la Air Force 1 Low “HTM”, créée par les designers Hiroshi Fujiwara, Tinker Hatfield et Mark Parker, a été annoncée presque exclusivement dans des magazines japonais.
En France, la basket de Bruce Kilgore a eu du mal à se répandre dans les quartiers populaires durant les années fin 1990 – début 2000. On lui préférait les Nike Air Max et en particulier la Nike Air Max Plus – TN (surnommée « Requin » dans les cités de banlieue parisienne) et son style agressif. Malgré tout, en 2002, le partenariat avec la chaîne de magasins Courir aboutit à la création d'une AF1 noir et blanc.
Aux États-Unis, dans la première moitié des années 2000, Nike collabora avec des personnalités du hip-hop pour réaliser des modèles en édition limitée. Par exemple, en 2004,  ce fut le lancement de la Air Force 1 Roc-A-Fella, modèle blanc sur blanc orné du logo du label fondé par Kareem "Biggs" Burke, Jay Z et Dame Dash. Le “Black Album” de Jay Z était vendu avec une Air Force One exclusive. Puis, Nike travailla avec des artistes comme le tatoueur Mr. Cartoon ou des entreprises telles que Sony pour commémorer la sortie de la PlayStation 3. La Nike Air Force One est devenue la chaussure de sport préférée des collectionneurs.

### Les anniversaires
En 2007, pour le 25e anniversaire, Nike commanda une publicité imitant celle de 1982, en mettant en scène plusieurs joueurs de la NBA : Kobe Bryant, LeBron James, Rasheed Wallace, Tony Parker, Steve Nash, Shawn Marion,  Jermaine O’Neal, Amar’e Stoudemire, Chris Paul et Paul Pierce. D'autre part, un concert fut organisé avec MTV le 10 décembre 2006 à New York. De nombreuses vedettes y furent invitées : DJ Clark Kent, Bobbito Garcia, Patrick Ewing, Spike Lee, Chi McBride...  Kanye West interpréta pour l’occasion la chanson « Classic » qu'il avait réalisée avec Rakim, Nas, KRS-One, Rick Rubin et DJ Premier. Enfin, de nombreuses éditions limitées furent mises en vente. La Nike Air Force 1 Masterpiece, composée de cuir d'anaconda ou de crocodile, fabriquée à la main en Italie, fut vendue 2000 $. Ce modèle indiquait ce que Nike allait devenir dans la décennie suivante : une marque qui vise le haut de gamme tout en conservant ses racines dans le sport. Si l'AF1 Anaconda Masterpiece fut très apprécié des rappeurs, l'utilisation d'une vraie peau de bête a été cependant très critiquée sur les réseaux sociaux.
Les ventes de la Air Force One baissèrent dans les années qui suivirent, sans pour autant disparaître complètement des rues. Les collectionneurs s'intéressaient à d'autres sneakers. Sur le plan sportif, la Air Force 1 n'est plus portée sur les terrains de basket-ball. Le dernier joueur à les avoir utilisé sur les parquets de la NBA est Rasheed Wallace.
En 2012, pour le 30e anniversaire, Nike fit évoluer sa basket en la dotant d'une nouvelle semelle Lunarlon, censée offrir un meilleur amorti. Elle fut renommée pour l'occasion Lunar Force 1. Une version haute, destinée à la saison hivernale, sortit peu après :  la Lunar Force 1 Duckboot. De nouveaux partenariats aboutirent à la création de modèles en tirage limité : Supreme en 2012, Riccardo Tisci (Givenchy) en 2014, Errolson Hugh (Nike x ACRONYM Lunar Force 1) en 2015... En 2008, le rappeur français Booba avait eu sa Air Force One.

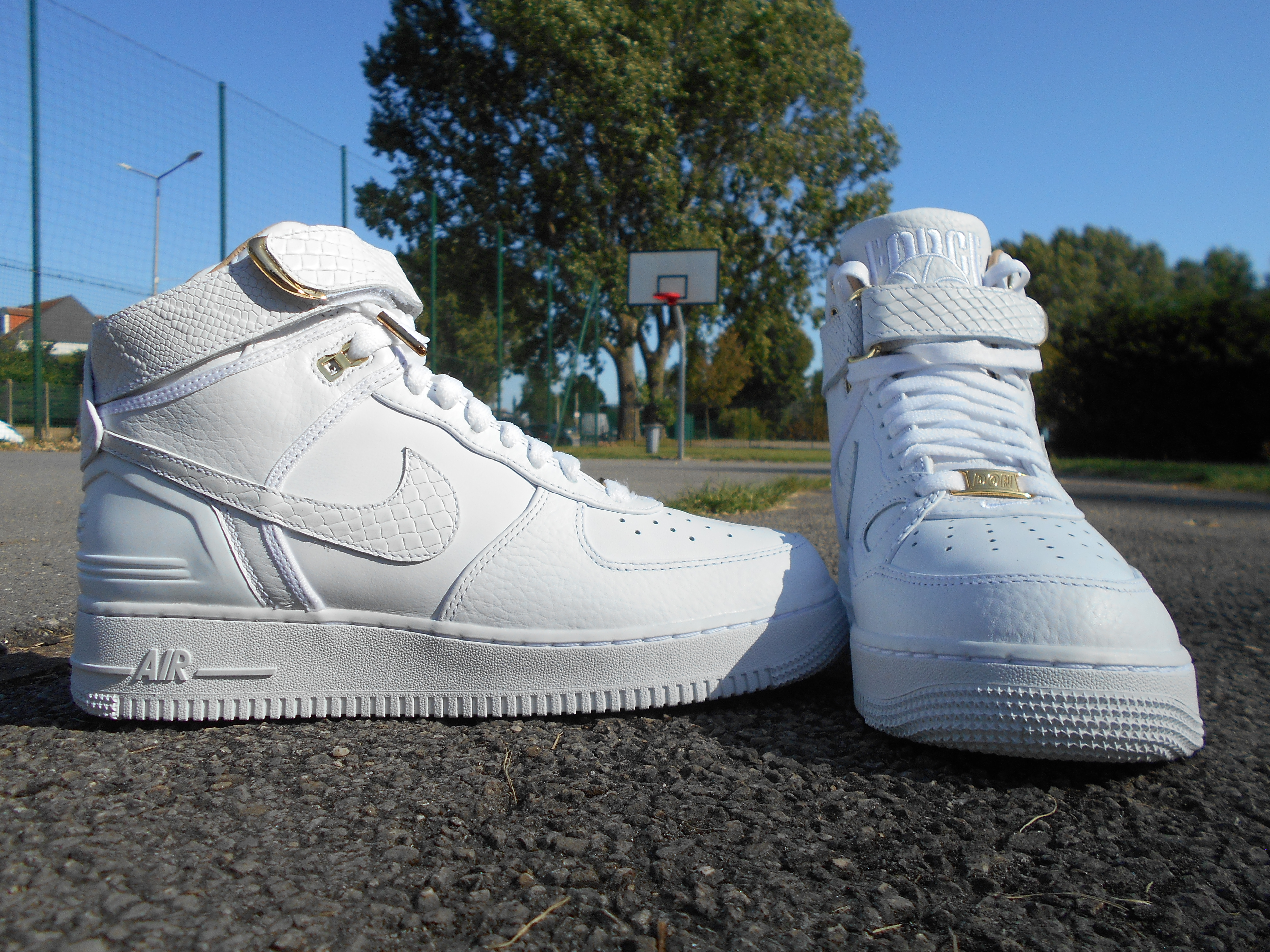
Nike Air Force 1 Hi Just Don. Créée en 2017 pour le 35e anniversaire par Don C. Crawley, cette Air Force I haute intègre des éléments des Air Force 2 et 3 : "Nike" en relief au niveau du talon, logo "Force" sur la languette...

Pour le 35e anniversaire en 2017, Virgil Abloh, Travis Scott, Don Crawley, Kareem "Biggs" Burke et Errolson Hugh revisitèrent la AF-1 blanc-sur-blanc avec la collection AF-100,.

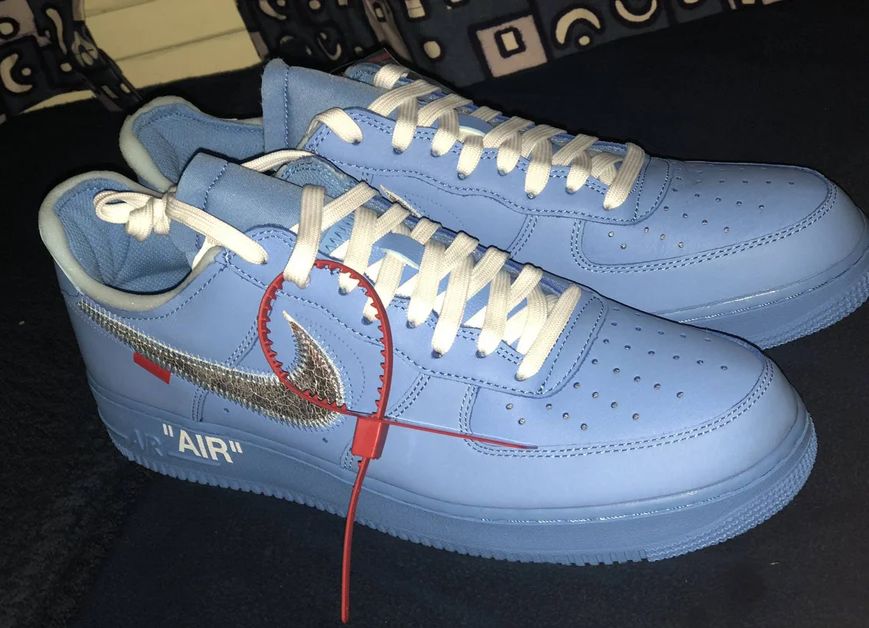
La Off-White x Nike Air Force 1 MCA, conçue par Virgil Abloh en l'honneur du musée d'art contemporain de Chicago (2019).

Les années 2018 – 2019 marquent le grand retour de la Nike Air Force One à travers le monde, que ce soit au Japon, en France... Des nouveaux modèles ou des rééditions se multiplient. L'histoire de la Nike Air Force One, qui devait à l'origine disparaître au bout de deux ans, est loin d'être achevée... Elle est restée un modèle indémodable même après 30 ans d'existence.  

## Autre versions de l'Air Force
- La Nike Air Force 2 sortit en 1987 en modèles bas et haut. L'une de ses caractéristiques est la présence du nom « Nike » en relief sur le renfort de talon. En 2004, le graffeur Steve Powers, alias Espo (Exterior Surface Painting Outreach), a été le premier à concevoir une basket en utilisant des éléments transparents sur la languette et sur la tige[30],[31]. La Air Force II fut rééditée à partir de 2016 notamment pour la pratique du skateboard[32],[33]. Des modèles à tirage limité sont nés de collaborations avec la marque de James Jebbia, Supreme[34], ou avec Kevin Bradley[35].
- La Nike Air Force 3 arriva sur le marché en 1988. Le basketteur Charles Barkley (entre autres) fut associé à la campagne de publicité[36]. Pour la première fois, un logo lié aux Nike Air Force apparaissait  : sur le haut de la languette était dessinée la moitié d'un ballon de basket-ball, cachant en partie le mot « Force » écrit en grand.  La première Air Force 3 était de couleurs blanc / gris moyen / noir. Rapidement, d'autres coloris ont été introduits. L'Air Force III a été rééditée à plusieurs reprises au cours des années 2000 – 2010[37],[38].
- La Nike Air Force STS est aussi connue sous le nom de Air force 4[39]. Elle fut mise en vente en 1989. Portée par les basketteurs David Robinson, Hersey Hawkins, ou Derrick Coleman, elle était très populaire dans les universités américaines. La tige de la AF STS Hi est plus haute que les autres Air Force. La languette, très évasée sur les côtés, est ornée du logo « Air Force ». Des renforts, au motif léopard, se trouvent sur les côtés de la sneaker[40].
- La Nike Air Force 5 a été introduite en 1990. C'est le premier modèle Air Force à avoir la bulle d'air visible au niveau du talon.
- La Nike Air 180 sortit au printemps 1991. Elle contenait 50% plus d'air que les modèles Air Max précédents[41]. L'unité air est visible sur les côtés et le dessous de la semelle extérieure. Charles Barkley la rendit célèbre en la portant lors des Jeux olympiques de 1992[42]. Malgré une campagne publicitaire impliquant de nombreuses personnalités, elle ne fut mise en vente que durant une année. Elle a été revisitée par les magasins Opium (Paris)[43] et Union (Los Angeles)[44] en 2005.
- En 2007, à l’occasion du 25e anniversaire de l'Air Force One, Nike lança la Air Force XXV, nommée aussi Air Force 6. Elle ressemble fortement à la sneaker de 1982, avec le retour de la bande velcro. Les coloris sont cependant plus audacieux[45].
- En 2009, Nike a créé l'Air Force 09. Il s'agissait d'une mise à jour de la Nike Air Force One. Les coloris étaient noir ou blanc.

## Dans la culture populaire

### Musique
- En 1993, Prime Minister Pete Nice évoque les Nike Air low sur "Outta My Way Baby".
- En 1996, dans «Can I Live II », Jay Z parle des « all white Air Force Ones »[5].
- Le rappeur Nelly a vu le succès de la Air Force One et a flairé le bon coup en sortant un single au nom de ces chaussures en 2002. Le clip se déroule dans un magasin de sport, où les artistes s'achètent de très nombreuses Air Force One[46].
- Sur l'album  Diplomatic Immunity (2003), Le groupe The Diplomats évoque l'AF1 dans le morceau «What’s Really Good». Les rappeurs, originaires de Harlem, la portaient d'ailleurs dans son coloris blanc.
- En 2003, le rappeur Dizzee Rascal, originaire de l'Est de Londres, nomme la Nike Air Force One dans « Fix up, Look sharp ». Un gros plan sur la sneaker apparaît dans le clip.
- Fin 2006, Kanye West collabore avec Rakim, Nas, KRS-One, Rick Rubin et DJ Premier pour enregistrer "Classic", chanson qui rend hommage au 25e anniversaire de Air Force 1. Dans le clip, la sneaker est graffée sur un bâtiment.

### Cinéma et séries télévisées
- Dans la série télévisée américaine Sons of Anarchy (2008 - 2014), le personnage principal incarné par Charlie Hunnam, Jax Teller, est un motard portant des Nike Air Force one blanc sur blanc[47].
- Dans le film X-Men: Apocalypse (2016) de Bryan Singer, Pietro Maximoff, alias Vif-Argent, joué par Evan Peters, utilise une paire de Air Force 1 argentée.

## Documentations

### Livres
- Sneaker Freaker, The ultimate sneaker book, Taschen, 2018, 674 p.,  (ISBN 978-3-8365-7223-1). Cet ouvrage, fort bien documenté, consacre un chapitre entier à la Nike Air Force 1. On y trouve une interview de Bobbito Garcia, joueur de streetball et DJ américain, qui collabore régulièrement avec Nike pour créer de nouveaux modèles de cette sneaker dont il est collectionneur.
- Mathieu Le Maux, 1000 baskets cultes, édition Hachette, 2015, 210 p.  (ISBN 9782013962704). Quatre pages (66 à 69) présentent différents modèles de la Nike Air Max.
- Unorthodox Styles, Sneakers : the complete collector's guide, éditions Thames & Hudson, 2005, 256 p.   (ISBN 978-0-500-51215-9).
- U-Dox, Sneakers : le guide complet des éditions limitées, éditions Arthaud, 2015, 256 p.    (ISBN 978-2-0813-4841-7).
- Ben Osborne, Sneakers story : toutes les baskets qui ont marqué l'histoire, Huginn & Muninn, 2017, 208 p.  (ISBN 9782364801707)

### Documentaires
- Thibault de Longeville, Air Force 1, 2007. Le documentaire de référence sur la Nike Air Force One.
- Thibault de Longeville et Lisa Leone, Sneakers, le Culte des Baskets (Just For Kicks), 2006. édition DVD Studiocanal. Cinq minutes du film sont consacrées entièrement à l'AF1.